# Anti-hipertensivo
Os Anti-hipertensivos são uma classe de fármacos utilizados no tratamento da hipertensão. A atuação dos medicamentos na pressão arterial ocorre por seus efeitos sob a resistência periférica e/ou débito cardíaco. Isso pode ser feito por aqueles que inibem a contratilidade do miocárdio ou reduzem a pressão do ventrículo do coração.
A pressão arterial elevada é um problema de saúde pública. Promove alterações patológicas vasculares e causa hipertrofia do ventrículo esquerdo. Pode levar a acidente vascular cerebral (AVC), infarto, morte súbita e doença renal crônica (DRC). Hipertensão é classificada como aquela maior ou igual a 140/90. Inicialmente só são tratados com medicamentos aqueles pacientes com pressão arterial diastólica fora do limite 85-94 mmHg.

## Classificação de acordo com o local de ação
Diuréticos
1. Tiazidas e outros agentes comuns - ex. hidroclorotiazida
2. Diuréticos de alça - ex. furosemida, ácido etacrínico
3. diuréticos poupadores de K+ - ex. espironolactona

Simpaticolíticos
1. de ação central - ex. metildopa
2. bloqueadores de neurônios adrenérgicos - ex. reserpina
3. Antagonistas beta-adrenérgicos - ex. propranolol
4. Antagonistas alfa-adrenérgicos - ex. prazosina
5. Antagonistas misto adrenérgicos - ex. carvedilol

Vasodilatadores
1. Arteriais - ex. hidralazina
2. Arteriais e venosos - ex. nitroprussiato

Bloqueadores dos canais de Ca+2
Ex. verapamil; anlodipina
Inibidores da enzima conversora de angiostensina
Ex. captopril; enalapril;
Antagonistas dos receptores de angiostensina II
Ex. losartano; valsartano